# Eusebio Ayala (Paragwaj)
Eusebio Ayala – miasto w Paragwaju, w departamencie Cordillera.